# Creux du Van et Gorges de l’Areuse
Unter der Bezeichnung Creux du Van et Gorges de l’Areuse ist ein Landschaftsausschnitt im Westschweizer Teil des Juras im Bundesinventar der Landschaften und Naturdenkmäler von nationaler Bedeutung mit der BLN-Nummer 1004 definiert. Das vom Inventarwerk umschriebene Gebiet liegt zum grösseren Teil im Kanton Neuenburg und mit einem Randgebiet im Kanton Waadt.
Das schutzwürdige Areal mit einer Fläche von 2121 Hektaren umfasst ein Durchbruchstal in der höchsten Jurakette nordwestlich des Neuenburgersees mit zwei bedeutenden Geotopen: der Felsarena Creux du Van und der Schlucht Gorges de l’Areuse mit ihrer Umgebung. Die beiden im Landschaftstitel erwähnten Natursehenswürdigkeiten gehören zu den erstrangigen touristischen Zielen im Jura.
1876 kaufte der Club jurassien von der Pfarrei Saint-Aubin einen Abschnitt der Landschaft des Creux du Van und erklärte die Fläche zum Naturschutzgebiet; es war eines der ersten Schutzgebiete der Schweiz.

Brücke in der Areuseschlucht

## Geografie

### Gorges de l’Areuse
Das vom Fluss Areuse geschaffene Tal durchschneidet die Antiklinale Soliat-Mont Racine des Faltenjuras und liegt in den Neuenburger Gemeinden Val-de-Travers, Rochefort, Boudry und La Grande Béroche. Der Fluss hat während der geologischen Zeit der Jurafaltung das Tal durch Erosion fortwährend eingeschnitten und dabei tiefe Kalkschichten des Juragebirges freigelegt. Sowohl die Sedimente des Weissen Jura wie auch die darunter liegenden Schichten des Braunen Jura (früher Dogger genannt) sind im Tal aufgeschlossen.
Beim grossen Höhenunterschied zwischen dem Oberlauf im Val de Travers bei Noiraigue und dem Mündungsgebiet am Neuenburgersee schuf die Areuse an mehreren Stellen enge klammartige Schluchten und viele Kaskaden, die seit dem 19. Jahrhundert mit kühn angelegten Wegen und Brücken für Besucher erschlossen sind. In verschiedenen Partien ist das Flussbett mit Ufermauern und Sperren verbaut und wird das Flusswasser teilweise abgeleitet und in Wasserkraftwerken genutzt.
Im engeren Sinne werden nur die Schluchten und Felsstufen am Flusslauf selbst als Gorges de l’Areuse bezeichnet. Darüber hinaus kann der Name auch für das ganze Tal mit den Bergflanken gelten.

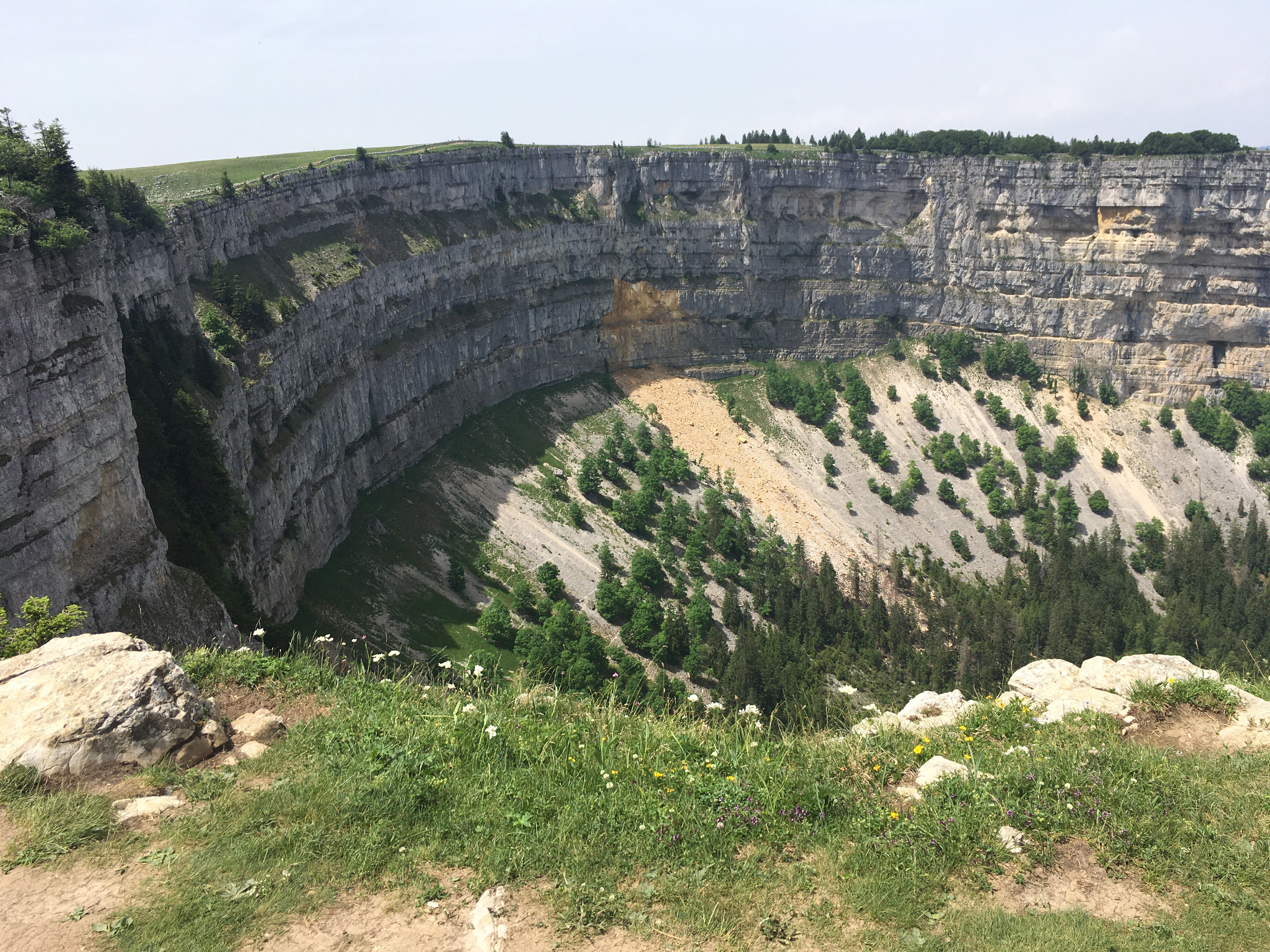
Creux du Van

### Creux du Van
In geologisch jüngerer Zeit, während des Eiszeitalters, trug ein kleiner Juragletscher eine bereits stark erodierte Stelle in der Südflanke des Areusetales so stark ab, dass dadurch ein mächtiger halbrunder Felsenkessel entstand, der sich später durch die Verkarstung und Verwitterung des Felsmassivs zur aktuellen Form entwickelte. Die Felsarena liegt im Gebiet von La Grande Béroche und bildet mit einer Breite von etwa 1,2 Kilometern und bis zu 500 Meter hohen Felswänden den Abschluss des kleinen Seitentales Creux du Van mit der Siedlung Ferme Robert. Unterhalb davon liegen starke Moränen- und Schuttablagerungen des ehemaligen Gletschers, die sich bis zum Talgrund mit den Schluchten ausdehnen.
Das Gebiet trägt den frankoprovenzalischen Namen Crox-du-Van (französisch Creux-du-Van). Das romanische Wort creux bezeichnet eine tief eingeschnittene Stelle und auch ein Loch oder einen Graben in der Landschaft und kommt bei zahlreichen Flurnamen in der Westschweiz vor. Das frankoprovenzalische Wort van bezeichnet den Felsen.
Die eindrückliche Felsformation ist von mehreren Seiten mit Fusswegen erschlossen. Das Geotop Creux du Van ist eines der bekanntesten Tourismusziele der Region Jura-Trois-Lacs.

### Umgebung
Das BLN-Gebiet 1004 erstreckt sich über eine weite Umgebung der beiden im Titel erwähnten Geotope. Es schliesst die gesamten Bergflanken beidseits des Areusetales zwischen Noiraigue und Boidry und die Anhöhe des Soliat mit ein. Diese Gebiete sind für das geologische Verständnis der Phänomene am Felsenkessel des Creux du Van und der Schluchten am Talgrund und auch für die biologische Vielfalt dieser Naturlandschaft wichtig.
Die Felsgebiete beherbergen eine kleine, 1965 wieder eingeführte Kolonie von Steinwild und eine reiche Gebirgsflora. Die Landschaft des Creux du Van steht seit 1960 unter kantonalem Jagdbann.
Südwestlich der Felswand des Creux du Van bildet die Kuppe des Soliat eine kleine Hochebene, die das Bergmassiv wenig überragt. Die Fläche gehört teilweise zur neuenburgischen Gemeinde La Grande Béroche und im westlichen Abschnitt zur Gemeinde Provence im Kanton Waadt. Auf dem breiten, verkarsteten Bergrücken liegen zwischen kleinen Wäldern ausgedehnte Alpweiden. Einige Weidebezirke sind mit Trockenmauern abgetrennt. Die alte Kulturtechnik dieser Mauerart ist in der UNESCO-Liste des immateriellen Kulturerbes der Menschheit verzeichnet.
Die erhaltenswerten Trockenrasen in der Umgebung des Creux du Van sind wegen der sehr grossen Zahl von Personen, die das von Tourismusorganisationen intensiv beworbene Gebiet aufsuchen, stark geschädigt. Auch die Weidewirtschaft in der nahen Umgebung beeinflusst die biologische Vielfalt des Ortes. Im Gebiet Soliat finden sich mehrere Berggasthöfe.  Eine Kontroverse zwischen den kantonalen Behörden und Naturschutzorganisationen über mögliche Schutzmassnahmen ist hängig. Eine von Tourismuspromotoren um 2013 geplante neue Besucherplattform stiess auf grossen Widerstand.

## Schutzziele
Gemäss dem Zweck des Bundesinventars der Landschaften und Naturdenkmäler von nationaler Bedeutung sind für das BLN-Gebiet 1004 mehrere Schutzziele definiert worden:
- Erhaltung der Naturlandschaft
- Erhaltung der geologischen Landschaftsformen, besonders der Felswand des Creux du Van
- Erhaltung der Waldgebiete und Biotope
- Erhaltung der Flusslandschaft der Areuse
- Weiterführung einer der Landschaft angepassten landwirtschaftlichen und touristischen Nutzung